# 検便

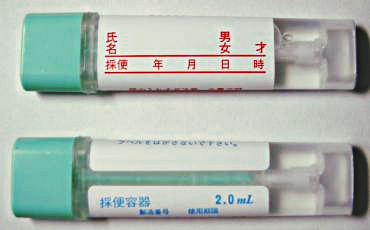
便潜血検査用の採便管

検便（けんべん）は、排泄された大便を検査すること。消化管疾患の有無、寄生虫、細菌感染の有無を調べるために行なわれる。食品を扱う調理従事者、保育介護関係者、水道管理事業従業員（配管工事ではなく、水そのものを管理する人）には、定期的に検査を行なうことが多い。また海外渡航者、園児学童（最近行わない学校も多い）を対象に、検査が行なわれることもある。

## 検査項目
目的に応じて、下記の内容から選択、検査される。

### 細菌検査
赤痢菌、チフス菌、病原性大腸菌などによる細菌性腸炎（細菌性食中毒）が疑われるときに実施される。塗抹標本の鏡検および培養検査があるが、健常では無菌であるべき他の標本（喀痰や尿など）の検査と異なり、もともと便中には健常でも多量の細菌が存在するため、塗抹検査では白血球の有無が、培養検査では病原細菌の同定が重要である。病原細菌には他にカンピロバクターやサルモネラ（チフス菌もサルモネラ属のひとつである）などがある。

### 潜血反応
便中の微量な血液の有無を調べる検査。大量の出血がある場合にはタール便（上部消化管出血）、血便（下部消化管出血）として肉眼で指摘できるが、微量の場合はこの検査によらないと判別できない。以前はヘモグロビンの持つペルオキシダーゼ活性（鉄と反応する）を利用する 化学法（グアヤック法・オルトトリジン法など）を用いていたが、これではヒト以外の血液（食物中に含まれる魚肉・獣肉の血液）や一部の薬物にも反応してしまい、偽陽性が問題となった（この偽陽性を回避するためには3日間程度の食事制限をする必要があった）。このため現在では通常ヒトヘモグロビンにのみ反応する免疫法（ヒトヘモグロビンを抗原とする抗体を用いる。ラテックス凝集反応など）を用いて検査する。
消化管出血は大きく上部消化管（食道・胃および十二指腸）からのものと、下部消化管（小腸と大腸）からのものに分けられる。ヘモグロビンは胃でヘムとグロビンタンパクに分離され、十二指腸でグロビンタンパクは消化分解されるが、ヘムは便として排泄される。このためヘムのペルオキシダーゼ活性を利用する化学法では、どの部位からの出血も検出する。一方免疫法はグロビンの持つ抗原性を利用するため、上部消化管からの出血は基本的に検出しない。すなわち化学法は上部消化管出血に対する感度が高く、免疫法は下部消化管出血に対する特異度が高いことになる。上部消化管内視鏡が普及した状況下では、臨床症状から上部消化管出血が疑われれば内視鏡検査を実施できる施設が多く、化学法の利点は小さい。
通常は感度を高めるために2日法（2日分の便をそれぞれ検査する）が推奨される。この検査で1回でも潜血反応陽性の場合、潰瘍、腫瘍（特に胃癌や大腸癌）、炎症性疾患（クローン病や潰瘍性大腸炎）などが存在する可能性があり、内視鏡検査あるいは造影X線検査を実施することが推奨される。このうち最も重要な疾患は大腸がんであるが、早期がんの場合便潜血検査が陽性になることは少なく、進行がんでも必ずしも陽性になるとは限らない。このため、便潜血反応が陰性であるからといって安心というわけではない。これらのことからがん年齢の人については、便潜血検査が陰性でも大腸内視鏡検査を受けることには意味がある。また、因果関係は不明であるが便潜血検査結果陽性者のうち大腸内視鏡検査受診までの期間が10か月を超えると大腸ガンのリスクが高くなっていたとの報告がある。

### 寄生虫検査
寄生虫の虫卵・虫体・幼虫・シスト・オーシストの有無を調べる検査。検出されれば寄生虫症の確定診断となる。便検査で検出可能な寄生虫は、消化管に寄生するものの他に、消化管外に寄生するものでも便中に虫卵が排出されるものもある。日本などいわゆる先進国では寄生虫感染症は減少しているが、いまだに残っているものも少なくない。寄生虫感染が多発する地域は世界的に広く存在するため、そのような地域において、また地域への渡航歴がある場合には必要な検査である。また南西諸島では、糞線虫感染が現在でも多いため、便検査は重要である。ギョウチュウについては、成虫が肛門周囲に産卵するため、便検査ではなくセロテープ法による検査が必要である。便検査で検出できない他の寄生虫症では、抗原検査や抗体検査が行われる。
検出可能な代表的消化管寄生虫
赤痢アメーバ 他に抗原検査（ELISA法）、遺伝子検査（PCR法）、抗体検査がある
クリプトスポリジウム
ランブル鞭毛虫
イソスポラ
横川吸虫
広節裂頭条虫
糞線虫 培養法によって幼虫を検出する
鞭虫
回虫
検出可能な代表的消化管外寄生虫
肺吸虫（ウェステルマン肺吸虫など） 抗体検査のほうが感度が高い
肝吸虫
肝蛭
住血吸虫（日本住血吸虫など） 抗体検査のほうが感度が高い